# Polybotrya hickeyi
Polybotrya hickeyi är en träjonväxtart som beskrevs av Robbin C. Moran. Polybotrya hickeyi ingår i släktet Polybotrya och familjen Dryopteridaceae. Inga underarter finns listade.